# Friday on My Mind
Friday on My Mind je skladba od australské rock and rollové skupiny Easybeats z roku 1966. Napsali ji členové skupiny George Young a Harry Vanda. Píseň se stala celosvětovým hitem (Austrálie 1. místo, Velká Británie 6. místo, USA 16. místo). V roce 2001, byla zvolena jako "nejlepší australská píseň". Zazněla například ve filmu Prosincoví kluci z roku 2007.

## Seznam skladeb
1. "Friday on My Mind" (Harry Vanda, George Young) – 2:47
2. "Made My Bed (Gonna Lie in It)" (Young)

## Sestava

### Hudebníci
- Dick Diamonde – basová kytara
- Gordon "Snowy" Fleet – bicí
- Harry Vanda – elektrická kytara
- Stevie Wright – zpěv
- George Young – rytmická kytara

### Technik
- Shel Talmy – producent